# Arents de Beerteghem

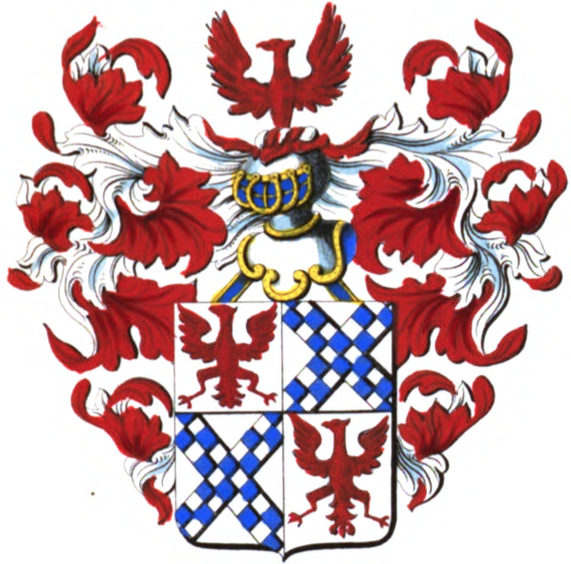
Wapen van de familie Arents de Beerteghem

Arents de Beerteghem was een familie die behoorde tot de notabelen van de stad Brugge sinds de zeventiende eeuw en tot de adel vanaf het laatste kwart van de achttiende eeuw.

## Voorouders
- Leonard Arents (?-1724) was apotheker in Brugge en was getrouwd met Anna Roelof.
  - Anna-Margaretha Arents (?-1762) was getrouwd met Lodewijk Vleys (?-1752).
  - Donatianus Arents (1690-1757) was pastoor van Loppem (1718-1721) en van de kathedraal (1721-1728). In 1723 werd hij kanunnik van de kathedraal en van 1727 tot 1737 was hij hoofdkerkmeester of 'fabricarius', hetzij beheerder van de roerende en onroerende goederen van de kathedraal. Van 1731 tot 1755 was hij deken van Gistel. In 1742-1743 (na de dood van bisschop Hendrik Jozef van Susteren) en in 1753-1754 (na de dood van bisschop Jan Baptist de Castillion) was Arents kapittelvicaris of medebeheerder van het bisdom. Van 1743 tot 1755 kreeg hij de waardigheid van aartsdiaken. In 1731 publiceerde hij bij de Brugse drukker Jacob Beernaerts een geschiedenis van het Sint-Donaaskathedraal.
  - Leonard Arents (1708-1743) was getrouwd met Caroline Moentack (?-1743), zus van kanunnik Guido Moentack. Leonard was advocaat bij de Raad van Vlaanderen en bij de Grote Raad van Mechelen.

## Adel
In 1776 verleende keizerin Maria Theresia erfelijke adel aan de zoons van Leonard Arents-Moentack:
- Leonard Arents (1740-1819), priester, hoogleraar, regent van de pedagogie De Lelie in Leuven, woonde vanaf 1780 in Brugge, en werd kanunnik van de Sint-Donaaskathedraal, waarvan hij, zoals zijn oom, 'fabricarius' werd. Vanaf 1786 tot 1793 was hij vertegenwoordiger van de clerus in de Staten van Vlaanderen. In 1801 werd hij directeur van de zusters apostolinnen in Brugge. Tijdens de hevigste periode van kerkvervolging (1796-1797) onder de Franse Republiek, zette hij zich in voor het verbergen of terugkopen van kunstwerken en godsdienstige voorwerpen uit de kathedraal, die hij na de beloken tijd aan andere kerken (hoofdzakelijk aan de Sint-Walburgakerk, opvolger van de Sint-Donaaskathedraal, en aan de Sint-Salvatorskerk) schonk. Het ging onder meer om volgende preciosa:
  - koffer met de relieken en een portret van de zalige Karel de Goede overgedragen aan de Sint-Walburgakerk (en vanaf 1834 naar de Sint-Salvatorskathedraal),
  - koffer met de relieken van de heiligen Donatianus, Chrysolius, Johannes Chrysostomus en Basilius de Grote, in 1805 overgedragen aan de Sint-Walburgakerk en in 1834 aan de Sint-Salvatorskathedraal,
  - de mantel van de Heilige Brigida naar de Sint-Salvatorskerk,
  - de kromstaf van de H. Machutus, die dezelfde weg volgde,
  - de acht grote wandtapijten uit Sint-Donaas die in 1814 door Arents werden verkocht aan de Sint-Salvatorskerk,
  - werden door Arents eveneens aan de Sint-Salvatorskerk overgedragen: een stel achttiende-eeuwse kerkgewaden bestaande uit een kazuifel, twee dalmatieken, twee opgeplooide kazuifels, vijf koormatels.
- Guido Arents (1741-1812), heer van Beerteghem, licentiaat in de rechten, was getrouwd met Jeanne van der Plancke. Ze hadden een enige zoon die hierna volgt.

## Afstamming
- Jean François Arents de Beerteghem (Brugge, 5 april 1777 - 30 april 1835) promoveerde tot licentiaat in de rechten en werd advocaat. Hij trouwde met Anne Coppieters (1781-1840), dochter van Albert Coppieters, burgemeester van het Brugse Vrije en van Sabine van Zuylen van Nyevelt. Ze kregen negen kinderen. Hij hernam de adellijke status van de familie door de adelserkenning die hem werd toegekend op 11 november 1822.
  - Guido Arents de Beerteghem (1808-1883), was lid van de Edele Confrérie van het Heilig Bloed.
  - Albert Arents de Beerteghem (1810-1854) was de enige van de negen kinderen die voor afstammelingen zorgde. Hij trouwde met zijn nicht Marie-Constance van Caloen (1811-1849), dochter van François van Caloen, voorzitter van de rechtbank van eerste aanleg in Brugge, en van Françoise Arents. 
    - Aquilin Arents de Beerteghem (1849-1923), trouwde met Valérie de Thibault de Boesinghe (1852-1921). Hij was de laatste bewoner van het Arentshuis langs de Dijver. Erg tegen zijn zin werd zijn eigendom in 1908 door de stad Brugge onteigend en als museum ingericht. Het echtpaar had twee dochters:
      - Juliette Arents de Beerteghem (1873-1938), trouwde met René de Peellaert (1864-1927), voorzitter van Cercle Brugge. 
        - Denise de Peellaert (1893-1989), enige dochter, trouwde met Ferdinand Janssens de Bisthoven (1887-1961) en ligt aldus mee aan de oorsprong van een uitgebreide familie Janssens de Bisthoven.

      - Marguerite Arents (1875-1958), was de laatste van haar naam en met haar doofde de familie uit. Zij adopteerde haar nicht Denise die voortaan de naam droeg de Peellaert Arents de Beerteghem.

  - Adile Arents de Beerteghem (1815-1888) trouwde met advocaat Bernard Coppieters Stochove (1810-1870), zoon van Charles Coppieters Stochove en Thérèse Stochove.
  - Théodore Arents de Beerteghem (1816-1886) werd kanunnik van de Brugse kathedraal en directeur van de Zusters Maricolen in Brugge.

## De voornaam Guido
Guido Arents (1741-1812) kreeg zijn voornaam van zijn oom, kanunnik Guido Moentack (?-1766), en gaf hem door aan zijn petekind en neef Guido Arents (1808-1883) en aan zijn kleinzoon en petekind Guido van Zuylen van Nyevelt (1809-1852). Die gaf in 1830 zijn voornaam door aan zijn petekind Guido Gezelle. Ter zijner eer hebben in Vlaanderen, vele generaties lang, ouders of dooppeters de voornaam Guido aan een van hun kinderen of petekinderen gegeven.